# もう中学生
もう中学生（もうちゅうがくせい、1983年〈昭和58年〉2月14日 - ）は、日本のお笑い芸人、俳優。吉本興業所属。長野県長野市出身。身長181 cm、体重70 kg。血液型O型。本名は丸田 典幸（まるた のりゆき）。略称はもう中。NSC東京校7期出身。

## 略歴
長野県長野市出身、長野県更級農業高等学校卒業。
実父は画家（イラストレーター）で、自身の個展を開いた際には近所の会合のチラシなどの作品を集めた「もうお父さん展」も併催した。2歳年上の兄がいる。
小学生の頃から将来はお笑いをやろうと決めており、中学時代は陸上部でハードルの選手だった。高校時代は野球部へ入部したが、進学後は東京でお笑いライブを見に行くと決めていたため土日に練習を休みがちになったことで高2に進級すると同時に退部した。守備は一塁手。
芸名の由来は小学校の卒業文集での作文のタイトルからそのまま採られ、「期待と不安でいっぱいだった当時の思いを忘れないように」という意味で名付けたと取材で語っていた。しかしそれは本当のことを誤魔化すために作ったエピソードで実際は17歳で養成所に履歴書を提出する際、流れ作業のように受け取る受付の吉本社員の手が「ん? あんた中学生じゃないでしょ?」と止まることを期待して書いた名前とのこと。
2001年10月に18歳で初舞台を踏む。当時は『商業』というカルテットのメンバーで、解散後も元メンバーとの交流は続いている。
2009年から2010年頃にかけて『爆笑レッドカーペット』（フジテレビ）などで活躍。
その後はテレビ出演が落ち着き、一時は芸人引退や地元に帰って長野を主体に活動するローカルタレントに転身するか悩んでいたが、コールアンドレスポンスが必要なネタを無観客配信で行ったことを『水曜日のダウンタウン』（TBSテレビ）の「芸人が今までで一番面白かった瞬間は誰が見ても面白い説」（2020年7月15日放送）の中で川島明（麒麟）が紹介したことから再び注目されるようになり、更には『有吉弘行のSUNDAY NIGHT DREAMER』（JFN）へのゲスト出演をきっかけに『有吉の壁』（日本テレビ）などにも出演、ニホンモニター調査の「ブレイクタレントランキング」で年間10位に入るなど再ブレイクを果たした。
2024年10月4日、椎間板ヘルニアとの診断を受け入院することを明らかにした。

## 人物
- 好きな球団は東京ヤクルトスワローズ[12]。
- 趣味はタレントグッズ集めである。
- 尊敬する芸人はダウンタウン。
- 運転免許の適性審査に「凶暴性が高すぎる」として不合格になった。
- 同期のですよ。とのユニット『もう中学生ですよ。』としてM-1グランプリ2007へ出場、また永野とのユニット『味つきのり』でM-1グランプリ2015に出場している（2回戦進出）[13]。
- フリートークにおいても、ネタ見せ時と同様な「独特なかん高い口調」で喋る。倒語を頻繁に用いる。
- 衣装はチェック柄を着ていることが多い。
- 同じ長野県出身のピン芸人である松尾アトム前派出所、それ以外だと、ダンビラムーチョとは仲が良い。
- SHAZNAファンである。
- 人気ロックバンドUVERworldの大ファンである[14]。
- 犬が苦手。学習塾へ行く途中に犬がいて、そこで学習塾のセットを田んぼに落としてしまったことから苦手になった。
- 親からは「のんちゃん」と呼ばれている。

## 芸風

### 段ボール芸
- イラストを描いた段ボールなど自作の大道具・小道具を使用した1人コントを演じる。ネタより先にイラストが完成することがある。
- イラストで使う画材の費用は1年で約10万円かかり、これまで描いて来た作品は「思い出がある」とのことで全てを保管しているという[6]。保管のために都内に3階建ての一軒家を借りている[15]。
- ハイテンション、ハイトーンボイスと落ち着きのない動きが特徴。ネタを始める前に漫談を行うことが多い。その後「というわけでコント、『○○』!」とネタのタイトルを言った後で「お楽しみに〜」と言い大道具の裏に移る。その後、ネタを始めるまで時間がかかる場合、つなぎとして「少々お待ちを〜」[16]「しばしご歓談を〜」「別の事考えてて〜」などと言うこともある。ネタが終わった後には「というわけで、どうもありがとうございました」と言って終える。
- チュン太郎とチュン次郎と名付けられたニワトリ2羽が登場することがある（見た目はニワトリだがチュンチュンと鳴く）。誕生のきっかけは、テレビ番組でネタを披露する際に持ち時間が1分と限られていることから、自分が鳥に扮してネタを進めるより絵にした方が効率が良いと考えたためである。チュン次郎が自分で、チュン太郎が自分の実の兄の設定[17]。
- 基本的にネタにはなんらかのテーマ性が込められることが多く（道徳、雑学など）、その場合は芸が終わるとチュン太郎などの動くキャラが「タメになったね〜」「タメになったよ〜」と言う。
- 段ボールは大きく重量もそこそこあるため、運搬により右腕の筋力が鍛えられている。
- 普段は自転車通勤であり、ネタの段ボールはビニール袋で覆ってハンドルに引っ掛け持ち運んでいる。自転車移動が難しい営業先などには他の乗客へ迷惑にならないようラッシュ時は避け、段ボールを持って電車移動している[18]。

### 漫談・大喜利
- 小道具を一切使わない漫談を行うこともある。
- 大喜利を得意とし、第8回『IPPONグランプリ』（フジテレビ）では、1,155人が参加した予選を勝ち抜き出場。結果はブロック敗退であったが、設楽統（バナナマン）は収録前に見た予選の答えを見て「出す大喜利の答え、トリッキーですよ。ハマったら、誰も勝てないです」、松本人志（ダウンタウン）からは「客を虜にしている」「こういう答えを出す根性がすごい」との高評価を得た。
- 『Shibuya Deep A』（2012年、NHK総合）の「お笑いムチャぶりバトル」で5週連続勝ち抜き、殿堂入りを果たした。
- 徳井健太（平成ノブシコブシ）によれば、大喜利の際は言いたい単語を先に決めておいてそれをお題につなぎ合わせてゆく方法をとっている[10]。

## 出演

### テレビ
現在のレギュラー番組
- DayDay（2023年4月3日- 日本テレビ）- デイくん役
- 未病息災を願います（2024年8月25日、9月8日、2025年4月27日 - 、NHK Eテレ）- ナレーション

過去のレギュラー番組
- もう中学生のおグッズ!（2021年10月5日 - 2022年9月27日、テレビ朝日）- 冠番組[19]
- 3時は!ららら♪（2008年3月31日 - 2016年9月16日、信越放送）-「もう中学生のいただきま～すぅ」コーナー担当
- 3時のつボッ!（2010年6月28日 - 2011年3月31日、テレビ愛知） - 木曜レギュラー
- おはスタ 第1部（2010年10月 - 2012年3月、テレビ東京）
- エブリワン（2013年4月5日 - 2015年8月7日、日本海テレビ）-「ともだち100人できるかな」コーナー担当
- オトラクション（2021年4月13日 - 2022年3月、TBSテレビ）- ナレーター

不定期出演番組
- 有吉の壁（2020年10月14日 - 、日本テレビ）
- マツコ&有吉 かりそめ天国（テレビ朝日）
- 土曜はナニする⁉（2022年1月8日 - 、関西テレビ）-「新スポットへお邪魔します！ためになったね～ジャーニー」のコーナー出演。
- 水バラ「なぁんで昼メシ食いに行く旅」- ナレーター (2023年9月27日、テレビ東京)

過去の出演番組
- 爆笑一番（2009年4月30日 - 5月7日、秋田テレビ）
- 音の素（2009年10月31日 - 、読売テレビ）ナレーション
- ハダカっち（2010年6月5日 - 7月31日、日本テレビ）
- IPPONグランプリ（2012年11月17日・2021年12月4日、フジテレビ）
- もう中TV（2021年5月3日 - 5月6日、静岡朝日テレビ）- 冠番組[20]
- スッキリ（2021年9月、日本テレビ）-「SHOW CASE」コーナー（水曜）マンスリーMC
- 50秒サバイバルクイズ ナルハヤ（2021年11月13日 - 12月4日、日本テレビ）- MC
- ゆうがたGet!（テレビ信州）- 月1回木曜出演
- スイッチ!（東海テレビ）- 木曜日不定期出演
- よしもとオンライン（よしもと劇場）- 不定期ゲスト
- 炎の体育会TV（TBSテレビ）- 主に陸上部。水泳部で出演することもある。
- ラヴィット!（TBSテレビ）- 主に月曜日内「トータルテンボスのいたずらツアー」のコーナー出演。

### テレビドラマ
- ランチ合コン探偵 〜恋とグルメと謎解きと〜 第8話（2020年2月27日、読売テレビ）- イタリアンレストランウェーター 役[21]
- 連続テレビ小説（NHK総合）
  - おかえりモネ 第82話（2021年9月7日）- 星野光助 役[22]
  - カムカムエヴリバディ 第69話（2022年2月8日）- 司会者 役
- 何かおかしい 2 第4話・第8話（2023年4月26日[注釈 1]・5月24日、テレビ東京） - もう中学生（本人役） 役[23]
- 春は短し恋せよ男子。 第3話 - 第5話・最終話（2023年5月9日 - 5月23日・6月27日、日本テレビ） - 担任教師・向井 役[24]

### 配信ドラマ
- ヤコ、ショウがクセになる。 最終話（2022年3月25日、Paravi）- カレー店の客 役[25]

### テレビアニメ
- 天体戦士サンレッド（第2期）（テレビ神奈川他）- ボンオドラー 役

### ラジオ
現在のレギュラー番組
- もう中学生のおラジオ中（2022年10月8日 - 、SBCラジオ）[26]
- Mixxxxx＋（2020年10月1日 - 、SBCラジオ）- 木曜コーナー「もう中!夢中!みゅーじっく」出演[27]
- らじらー! サンデー（2025年4月27日 - 、NHKラジオ第1） - ゲストMC[28]

過去の出演番組
- やきぐりバンバンコンマ1（火曜日）（2009年4月22日 - 10月28日、MBSラジオ）
- 芸人お試しラジオ「デドコロ」（2021年6月 - 7月・2022年4月 - 5月、火曜会）[29]

### 映画
- 有吉の壁 カベデミー賞 THE MOVIE「秋定麗子物語～A pionner of all things～」（2022年6月11日、ライブビューイングジャパン）[30]

### 吹き替え
- 私ときどきレッサーパンダ (2022年3月11日Disney+配信、ピクサー・アニメーション・スタジオ製作) - YouTubeの特別配信映像も担当。[31]

### ミュージック・ビデオ
- 由薫「sugar」（2023年）[32]

### CM
- ケロッグ コーンフロスティ「実況：しゅくだい」篇（2010年）
- 資生堂 uno（2021年）[33]
- ユニクロ ユニクロ感謝祭（2021年）
- サントリー食品インターナショナル「ボス」（2021年）[34]

## ライブ

### 単独ライブ
- 「こいのぼりといなりと僕」（2007年5月13日、渋谷シアターD）
- 「もう中学生ギャグリサイタル　スピリチュアル・ラブ〜いやされたいなら寄っといで♪〜」（2008年5月25日、渋谷シアターD）
- 「もう中学生ユニーク劇場/愛、おぼえていますか?（楽しいおしゃべりと小粋なグ〜ギャ〜の集い）」（2009年7月8日、笹塚ファクトリー）
- 「色ぬりおトークライブ/おト〜クだねぇ〜♪」（2010年10月11日・12月26日・2011年11月23日・2012年7月16日・2012年11月23日・2013年1月14日・6月28日、ヨシモト∞ホール）
- 「のんびり♪ほんわか!しあわせさん〜夏休み特大号〜」（2010年8月25日、きゅりあん小ホール）
- 「もう中学生ユニーク劇場 〜『のび太の』って『び太』を『の』で包んである!〜」（2012年6月7日・8日、関交協ハーモニックホール）
- 「もう中学生版一本でもニンジン」（2012年6月24日・7月22日・9月23日・10月26日・2013年2月27日・4月26日・11月22日・2014年9月24日、下北沢ギャラリーHIBOU HIBOU）
- 「もう中学生の絵本読み聞かせ教室」（2012年8月11日・11月10日、神保町花月）
- 「もう中学生のタップリ90分〜お笑いショーと楽しいパーティー〜」（2013年3月2日、よしもと浅草花月）
- もう中学生トークライブ「汗（アシェ）」（2013年11月19日、渋谷シアターD）
- 「オツでステキなひととき」（2014年11月3日、沼津ラクーンよしもと劇場）
- 「もう中学生のネタ&おトーク　オツな味わい1じかん」（2014年8月22日・9月13日・10月18日・12月7日・2015年1月12日・2月1日・3月14日・4月19日・5月16日・6月13日・7月19日・9月19日・11月14日・2016年1月16日、渋谷シアターD）
- 「もう中学生のネタ&おトーク　オツな味わい1じかんはん〜もうすぐ芸歴15周年〜」（2016年3月26日、ヨシモト∞ホール）
- 「もう中学生単独ライブ」（2016年7月17日、ヨシモト∞ホール）
- 「わたしゃ、も少し、笑いがほしい!!」（2016年9月24日、長野市芸術館）
- もう中学生15周年単独ライブツアー「あたしゃ　やっぱり　笑いがほしい!」（2017年4月29日・ルミネtheよしもと、5月6日・米子コンベンションセンター、5月13日・長野市芸術館、5月20日・沼津ラクーンよしもと、6月18日・伏見ジャミン、8月11日・幕張イオンモール劇場）
- 「なべの主役、えのき〜もう中学生単独ライヴ・ザ・FINAL(2017の)〜」（2017年12月2日・ルミネtheよしもと、12月16日・なんばYES THEATER、12月23日・沼津ラクーンよしもと）
- 「さよなら平成、こんにちは◯◯。」（2019年5月3日、ルミネtheよしもと）

### 企画ライブ
- 「もう中裁判」（2008年12月30日・2009年12月24日・2010年12月30日・2013年12月30日、よしもとプリンスシアター）
- 「第1回もう中学生大会」（2019年2月11日・6月30日・12月21日・2020年10月15日・2021年6月21日、ルミネtheよしもと）
- 「もう中学生の答え合わせ」（2020年8月から月一定期開催、よしもと有楽町シアター）

### ユニットライブ
- カリカ家城・もう中学生二人会「奇跡だねぇ」（2009年9月27日、よしもと浅草花月）
- もう中学生×永野スペシャルライブ「俺たちの時代」（2011年2月27日、よしもと浅草花月）
- 永野×もう中学生の「マカロニの穴」（2012年10月18日・2013年1月24日、新宿Naked Loft）
- もう中学生×エハラマサヒロ×こがけん「ティンパニー」（2019年5月13日、ヨシモト∞ドーム ステージI）

### 舞台
- 劇団ガッツ
- 秘密結社鷹の爪#劇場版第3弾（鷹の爪.jpは永遠に）
- あんぜんピン
- ながのよしもとふるさと劇団「春はすぐそこ、雪解けはまだかいな?」（2015年3月28日、ホクト文化ホール）
- 舞台 ハイスクール!奇面組（2017年6月1日 - 4日、全労済ホールスペース・ゼロ）- 出瀬潔 役[35][36]
  - 舞台 ハイスクール!奇面組2 〜嵐を呼ぶ変態ライバル対決〜（2018年8月2日 - 10日、草月ホール）[37]
  - 舞台 ハイスクール!奇面組3 〜危機一髪!修学旅行編〜（2020年11月18日 - 23日、草月ホール）[38]
- ミュージカル『メリー・ポピンズ』（2018年3月18日 - 5月7日、東急シアターオーブ／5月19日 - 6月5日、梅田芸術劇場メインホール）- ロバートソン・アイ 役
- もーれつア太郎 木枯らしに踊る花吹雪（2018年12月19日 - 24日）- X五郎 役
- トムとジェリー 夢よもう一度（2019年）- ブッチ 役

### 個展
- 小道具展「もう中学生幸せになるギャグアート展」
  - （2009年10月1日 - 10月13日、渋谷パルコファクトリー）
  - （2009年11月20日 - 11月29日、松本パルコ）
- ギャグアート展「もう中学生アートギャラリー」（2010年9月18日 - 10月3日、長野ショッピングプラザagainホール）
- 「もう中学生のラッキー♪になれる展覧会」（2011年10月3日 - 10月9日、下北沢ギャラリーHIBOU HIBOU）

## 関連作品

### DVD
- ルミネ the よしもと〜業界イチの青田買い 09春〜（2009年4月22日発売）
- 秘密結社 鷹の爪 THE MOVIE3 http: 鷹の爪.jpは永遠に（2010年1月16日発売）
- ヨシモト∞ホール 若手お笑いバトル Vol.1 Presented by AGEAGE LIVE（2010年3月24日発売）
- ルミネtheよしもと〜業界イチの青田買い2010 SPECIAL〜（2010年4月28日発売）
- 1週間にけつッ!!（2010年8月11日発売）
- IPPONグランプリ08（2014年5月21日発売）
- LAUGH SPORTS FES 2014 in CHIBA~よしもと若手"ほぼほぼ"オールスターズ大運動会（2014年10月8日発売）

### 音楽
- ザ・ブルーハーツ クイズ☆正解は一年後 トリビュート（2023年1月1日発売）
6.ラブレター